# Gotyk międzynarodowy

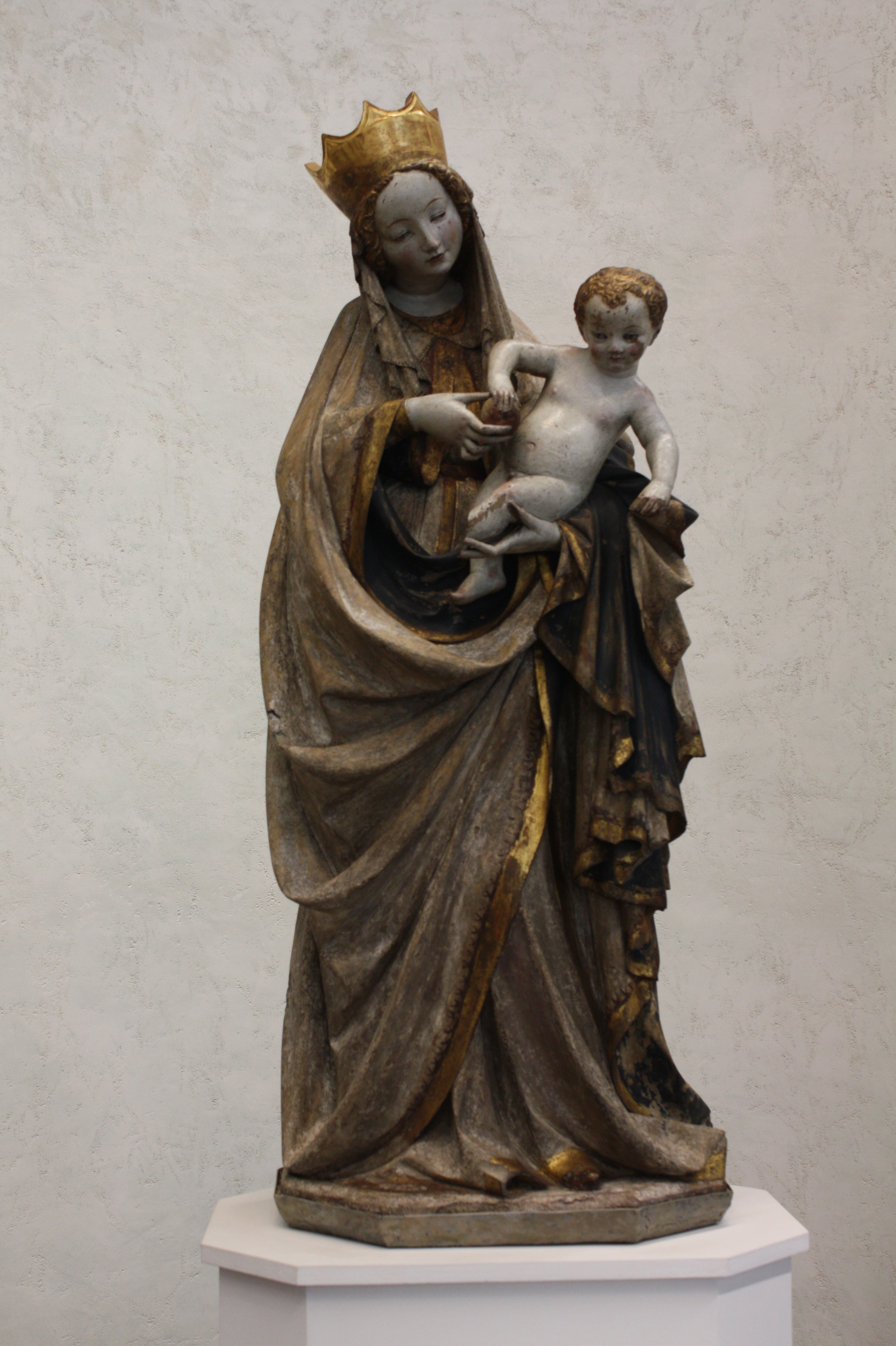
Piękna Madonna z Wrocławia. Nieznany artysta wrocławski, lub praski, ok. 1390, Muzeum Narodowe w Warszawie

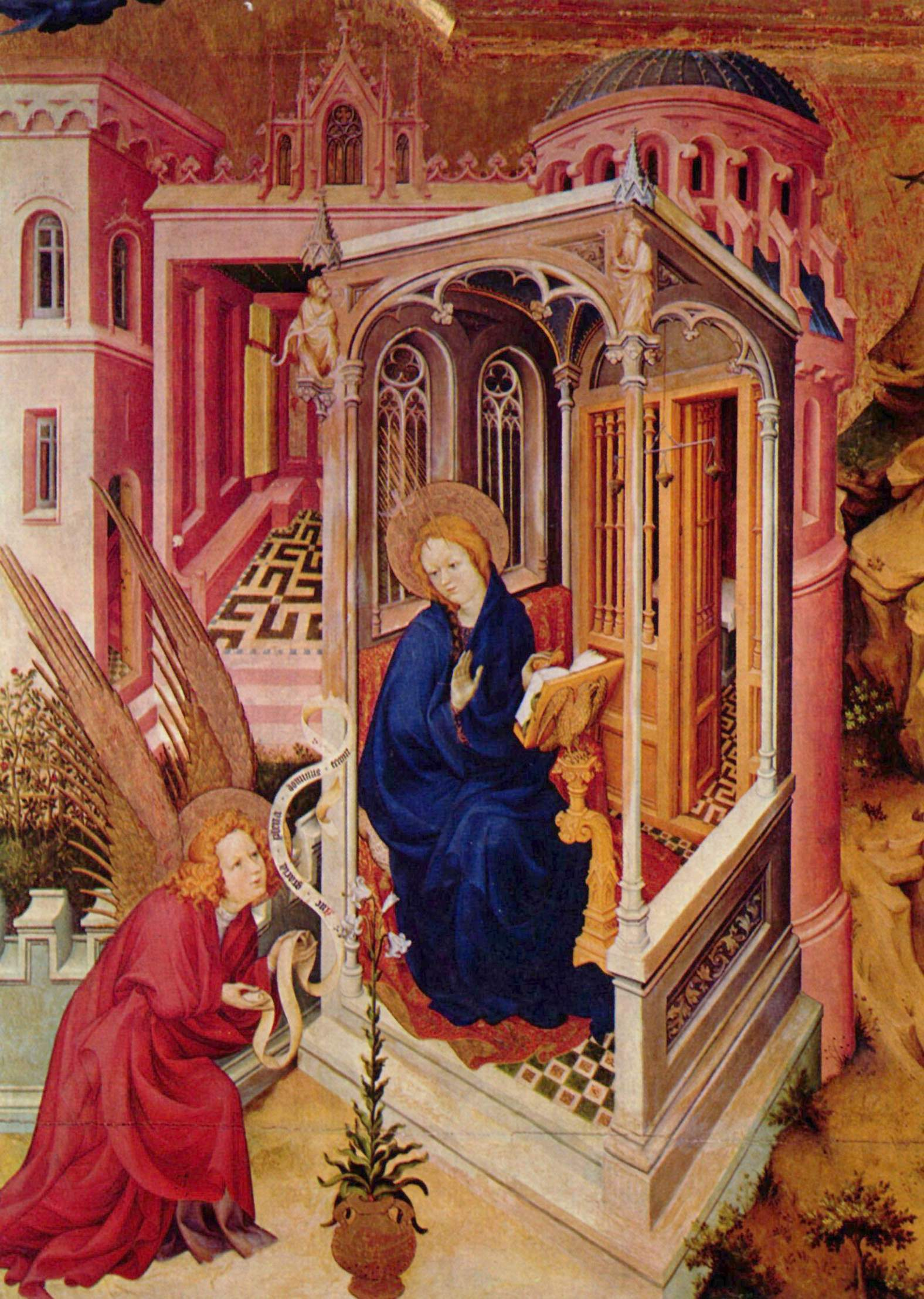
Melchior Broederlam, Zwiastowanie (Ołtarz z Dijon), 1398, Musée des Beaux-Arts w Dijon

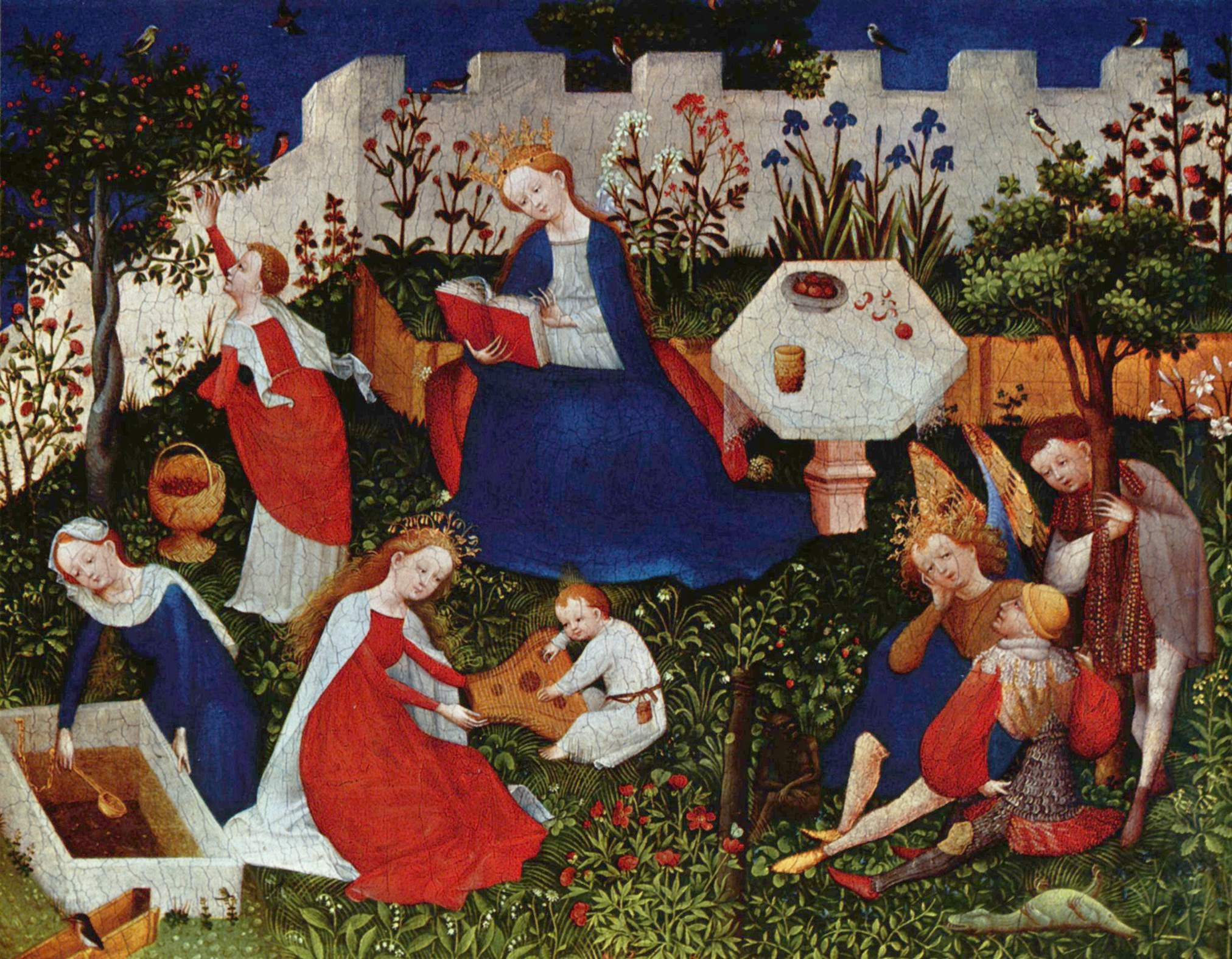
Mistrz Górnoreński, Rajski ogród, ok. 1410, Frankfurt nad Menem, Städelsches Kunstinstitut

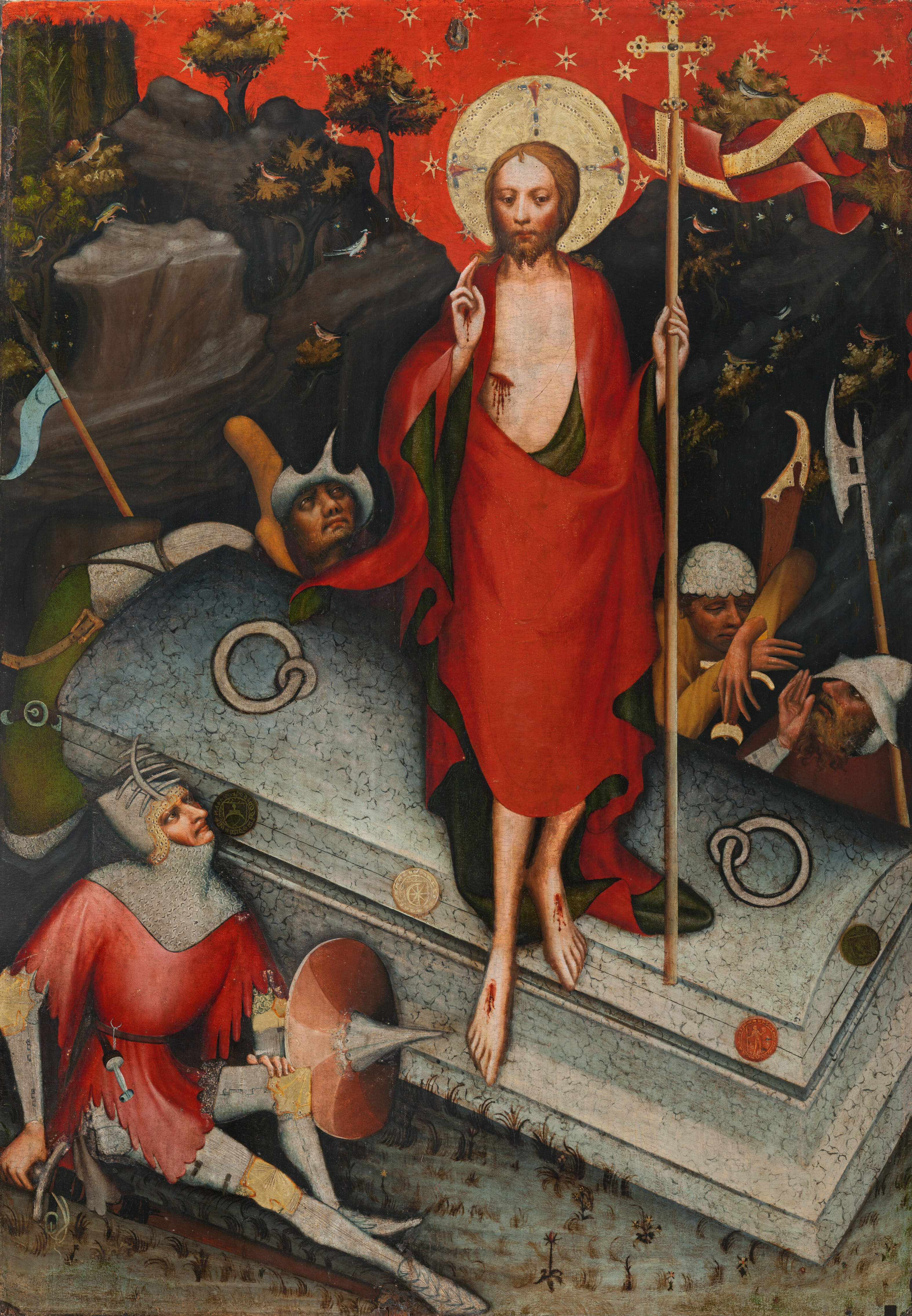
Mistrz Ołtarza z Trzeboni, Zmartwychwstanie (Ołtarz z Trzeboni), ok. 1380-1390, Praga, Národni Galerie

Gotyk międzynarodowy – kierunek artystyczny w sztuce gotyku, występujący około roku 1400. Zwany też miękkim stylem (Pinder), sztuką dworską początku XV wieku, stylem dworskim, stylem pięknym, gotykiem kosmopolitycznym.
Pojęcie powstało już w XIX wieku, kiedy Francuz Louis Courajod opisywał francuskie malarstwo okresu Karola VI i jego europejskie odpowiedniki.

## Powstanie i upowszechnienie
Na XIV stulecie przypadał intensywny rozwój sztuki dworskiej, która stanowiła integralny instrument władzy. Zasięg panowania m.in. Kapetyngów, Andegawenów, Luksemburgów, Walezjuszów, objął wielkie połacie Europy. Dzięki m.in. mariażom i zręcznej dyplomacji na arenie politycznej zaczęły odgrywać pomniejsze rody zarówno królewskie i książęce, ich wielokierunkowe relacje były przyjazne rozwojowi sztuki gotyckiej, następuje pewna stylowa spójność niezależnie od politycznego i kulturowego podziału. W okresie gotyku międzynarodowego żaden kraj nie zdobył dominującej pozycji i w wielu, często nawet bardzo odległych ośrodkach, występujące tendencje były podobne. Nie da się stwierdzić dokładnie, gdzie i kiedy się narodził. Ukształtował się w latach 70. i 80. XIV wieku. Przez kolejnych kilkanaście (lub kilkadziesiąt, zależnie od miejsca) lat był stylem dominującym. Początkowo związany ze światem arystokracji, podkreślał odrębność rycerskich grup społeczeństwa, łącząc się z ówczesną modą na romantyczną pozę, smętną melancholię i patetyczny gest (Białostocki). Z czasem został zaadaptowany także przez sztukę mieszczańską.
Powody upowszechnienia:
- częste kontakty między dworami
- osłabienie przywiązania artystów do terenu (mecenat kościelny)
- ciągłe podróże artystów w poszukiwaniu zleceń
- rozwinięty eksport
- początki handlu dziełami sztuki

Najsilniejsze wpływy miały tutaj ośrodki włoskie (Siena), francuskie (Paryż, Awinion), niemieckie (Kolonia) i czeskie (Praga). Dzięki pracom nad rezydencją papieską w Awinionie (w czasie schizmy papieskiej) sztuka francuska przejęła cechy włoskie, które następnie, dzięki kontaktom z czeskim dworem, dotarły do Czech. Występował we Francji, dotarł do Niemiec i Czech, a stamtąd na Morawy, Śląsk, Prusy Zakonne oraz do Polski i Węgier. W początkach XV wieku opanował północ Włoch (dworskie ośrodki Werony i Mediolanu, ale także Wenecję i w pewnym stopniu Toskanię oraz Sienę). Cechy stylu pięknego są także widoczne w wielu dziełach około 1400 także na terenie Anglii i Hiszpanii. Pojęcie stylu pięknego nie dotyczy jedynie architektury – ten termin pojawił się również w sztukach plastycznych, takich jak rzeźba i malarstwo; zarówno ścienne, tablicowe i książkowe. W tym czasie wzrosło również znaczenie rysunku i grafiki, tego typu prace częstokroć stanowiły wzorzec, zarówno od strony treściowej, jak formalnej.

## Cechy i przykłady
Charakterystyczne elementy gotyku międzynarodowego:
- miękko spływające szaty
- wytworne (aż do zmanierowania) gesty
- obfite, sugerujące grubość materiału ornamenty
- fantastyka kapryśnych form
- bogactwo barwnej subtelności
- zainteresowanie naturą (precyzyjne studia form roślinnych i zwierząt)
- dbałość o precyzję
- liryczny nastrój

Styl piękny stanowi przeciwwagę dla egzystujących zwłaszcza na początku XIV stuleciu nurtów dolorystycznych w sztuce sakralnej, głównie związanych z mistyką gdzie podkreślano przejawy dramatyzmu, za pomocą ekspresyjnych środków wyrazu, aczkolwiek nieco idealizowane obrazowanie postaci znane było już w rzeźbie przełomu XIII i XIV wieku, zwłaszcza na terenach Francji, Lotaryngii i Nadrenii (np. Madonna Mediolańska z pocz. XIV stulecia).
Dla przykładu, wykształca się wtedy typ Pięknej Madonny, wariant rzeźby przedstawiający Matkę Boską z Dzieciątkiem, w którym kaskady materiałów stają się głównym elementem, nad którym wyrasta dziewczęca, śliczna twarz Marii. Miejsce narodzin tego typu przedstawienia badacze łączą z Czechami lub Dolną Austrią. Przykładami są kamienne Piękne Madonny z Czeskiego Krumlowa (obecnie w Kunsthistorishes Museum w Wiedniu), z kościoła św. św. Janów w Toruniu (zaginiona w czasie II wojny światowej, obecnie zastąpiona wierną kopią z 1957), z Wrocławia (obecnie w MNW), Morawskiego Szternberku, Altenburga. Nieco uproszczoną formę mają drewniane dzieła m.in. Madonna z Krużlowej. Wizerunki maryjne w tej konwencji są znane także w malarstwie tablicowym (m.in. Madonna z Dzieciątkiem z zamku Rastenberg), książkowym (miniatura w Biblii Ernesta Żelaznego), czy w złotnictwie (pozłacana figurka ze skarbca katedralnego w Maastricht). W podobnej konwencji powstała grupa dzieł zwanych Pięknymi Pietami. Wcześniejsze Piety cechował silny doloryzm, na przełomie XIV i XV stulecia tego typu przedstawienia mają formę bardzo delikatną, pozbawioną ładunku dramatyzmu. Przykładami są m.in. Piety z Magdeburga, Salzburga, Seeon, Marburga, Admont, Wrocławia i w kościele św. Barbary w Krakowie. Rzadziej pojawiał się temat Ukrzyżowania (m.in z kaplicy Dumlosych w kościele św. Elżbiety we Wrocławiu). Cennymi dziełami o innej tematyce są Maria Magdalena unoszona przez anioły w kościele Świętych Janów w Toruniu, Chrystus modlący się w Muzeum Zamkowym w Malborku, czy Grupa Koronacji Marii z Bolzano.
We Francji liczni przedstawiciele gotyku międzynarodowego skupili się wokół Filipa Śmiałego. Wśród nich byli Melchior Broederlam, autor Ołtarza z Dijon, łączącego flamandzki realizm z liryzmem i elegancją, oraz Jean Malouel i Jean de Beaumetz. Dla księcia Berry pracowali bracia Limbourg, twórcy Bardzo bogatych godzinek de Berry. Także inni iluminatorzy reprezentowali gotyk międzynarodowy: Mistrz Rohan, pracujący dla Andegawenów i Mistrz Godzinek Marszałka de Boucicaut. W Niemczech działali m.in.: Mistrz Ołtarza z Ortenbergu, Konrad von Soest i Mistrz Francke, w Anglii – Herman Scheere i twórca Dyptyku Wiltona. Dzięki Karolowi IV, rezydującemu w Pradze, także Czechy uczestniczyły w życiu kulturalnym Europy. Główną postacią czeskiego stylu miękkiego był Mistrz Ołtarza z Trzeboni. Na Węgrzech tworzył Tomasz z Koloszwaru, we Włoszech szczególną odmianę gotyku międzynarodowego reprezentowali Pisanello, Gentile da Fabriano i Stefano di Giovanni zw. Sassetta.